# Heizkraftwerk Eisenhüttenstadt
Das Heizkraftwerk Eisenhüttenstadt war ein im Zuge des Aufbaus von Stalinstadt errichtetes Braunkohlekraftwerk im heutigen Eisenhüttenstadt und von 1957 bis 1996 in Betrieb. Es diente zur Versorgung der neuen Wohnstadt mit Strom und Wärme.

## Lage
Das Kraftwerk befand sich im Industriegebiet am Oder-Spree-Kanal in Eisenhüttenstadt. Die Adresse zu DDR-Zeiten lautete Fährstraße 11. Nach 1990 wurde in der Fährstraße mehrfach umnummeriert. Die Adresse des heute auf einem Teil des Geländes befindlichen Betriebssitzes der Stadtwerke Eisenhüttenstadt GmbH lautet Fährstraße 60.

## Betriebsgeschichte
Die Projektierung für den zur Planungszeit Fernheizwerk Stalinstadt und Heizkraftwerk II genannten Gebäudekomplex begann 1954 durch das Entwürfsbüro für Industriebau Berlin. In Stalinstadt gab es zu dieser Zeit bereits ein Kraftwerk: das mit Gichtgas betriebene Industriekraftwerk des EKO (Heizkraftwerk I). Der Beschluss zur Errichtung des zweiten Kraftwerks erfolgte 1955 durch das Ministerium für Aufbau. Montagebeginn war der 10. Januar 1957 und bereits zum Jahresende ging das Werk in Betrieb. Der erste Dampferzeuger wurde am 1. Dezember 1957 angefeuert, die übrigen zwei kurz danach.
1963 ging das Kraftwerk in den VEB Energieversorgung Frankfurt (Oder) über, dem späteren VEB Energiekombinat Frankfurt (Oder), zu welchem u. a. auch das Kraftwerk Finkenheerd gehörte.
Mit dem politischen Umbruch 1990 galten die Anlagen als veraltet und der Betrieb unwirtschaftlich. Die Oder-Spree-Energieversorgung AG (OSE) als Nachfolger des Energiekombinats auf dem Gebiet des Landkreises Oder-Spree entschied sich daher zur Außerbetriebnahme des Werks. Hinzu kam ein Beschluss der Stadtverordnetenversammlung Eisenhüttenstadt zukünftig auf Einzelgasversorgung und Fernwärme aus dem EKO-Kraftwerk zu setzen. Der letzte Stromerzeuger wurde am 19. Juni 1996 abgeschaltet und das Kraftwerk zum 30. Juni 1996 außer Betrieb genommen.
Der Abbruch der Anlagen begann im Dezember 1998. Die Bandbrücken wurden am 21. Juli 1999 gesprengt, der Schornstein am 15. September 1999.
Auf dem Gelände des abgerissenen Kraftwerks wurde ab 2003 der neue Betriebs- und Geschäftssitz der Stadtwerke Eisenhüttenstadt GmbH errichtet. Die Einweihung erfolgte am 22. Januar 2004.
Seit 2011 ist ein neues als Heizkraftwerk (HKW) Eisenhüttenstadt bezeichnetes Kraftwerk in der Oderlandstraße in Betrieb. Es dient zur Versorgung der dortigen Papierfabrik der Progroup AG mit Prozesswärme und zur Stromerzeugung.

## Aufbau und Technische Ausstattung
Im Kraftwerk lieferten zunächst drei Dampferzeuger mit je 40 t/h den nötigen Dampf für zwei Niederdruck-Kondensationsturbinen mit jeweils 3,2 und 8 MW elektrischer Leistung. Der Schornstein war 60 m hoch und führte die Rauchgase der Dampferzeuger ab.
Das Werk wurde 1966–1968 um zwei weitere Dampferzeuger mit gleicher Leistung und einer Hochdruck-Entnahmekondensationsturbine mit einer elektrischen Leistung von 12 MW erweitert. Das Werk arbeitete nach dem Prinzip der Kraft-Wärme-Kopplung. Der Strom von drei Generatoren diente dem Eigenbedarf des Werks, überschüssiger Strom wurde ans EKO-Kraftwerk geliefert. Hauptaufgabe war die Versorgung der Stadt mit Wärme. In den Wintermonaten wurden die Anlagen häufig mit Überlast gefahren. Mit der Erweiterung 1968 folgte auch ein großer, 40 m hoher Kühlturm.
Täglich wurden rund 2000 t Lausitzer Braunkohle verfeuert, welche über den werkseigenen Gleisanschluss an der Niederschlesisch-Märkischen Eisenbahn angeliefert und entladen wurden. Über Förderbänder gelangte die Kohle zu einem Brecherturm, wurde gemahlen und als Staub verfeuert.

## Heizkanalnetz
Das Heizkraftwerk versorgte ein auf über 23 Kilometer ausgedehntes Heizkanalnetz mit Heiz- und Prozesswärme. Fernwärmeanschluss erhielten nahezu alle öffentlichen Gesellschafts- und Sonderbauten in Eisenhüttenstadt. Während in den Wohnungen im Wohnkomplex I bis III noch mit Ofenheizungen geheizt wurde, erhielten die in Großblock- bzw. Großtafelbauweise entstandenen Wohnkomplexe IV bis VII bereits durchgehend Fernwärmeheizungen. Zur Wendezeit wurden so knapp 16.000 Wohnungen fernbeheizt. Das Netz war zu diesem Zeitpunkt bereits sanierungsbedürftig. Auch die lokale Industrie wurde versorgt: so erhielt beispielsweise die benachbarte Großbäckerei ihre benötigte Prozesswärme ebenfalls direkt aus dem Kraftwerk.
Nach 1990 wurde parallel zum alten Heizkanalnetz ein neues Netz aufgebaut. Das neue Leitungsnetz wird ausschließlich durch das EKO-Kraftwerk, dem heutigen Industriekraftwerk VEO, versorgt. Das inzwischen abgeschaltete alte Netz wird seit Jahren sukzessiv zurückgebaut, insbesondere dort wo die Festigkeit der unterirdischen Leitungen, Kanäle und Übergabestationen nicht mehr gegeben ist.